# Guido Vittoriano Basile
Guido Vittoriano Ignazio Basile (Palermo, 16 agosto 1893 – Mauthausen, 27 marzo 1944) è stato un avvocato italiano.

## Biografia

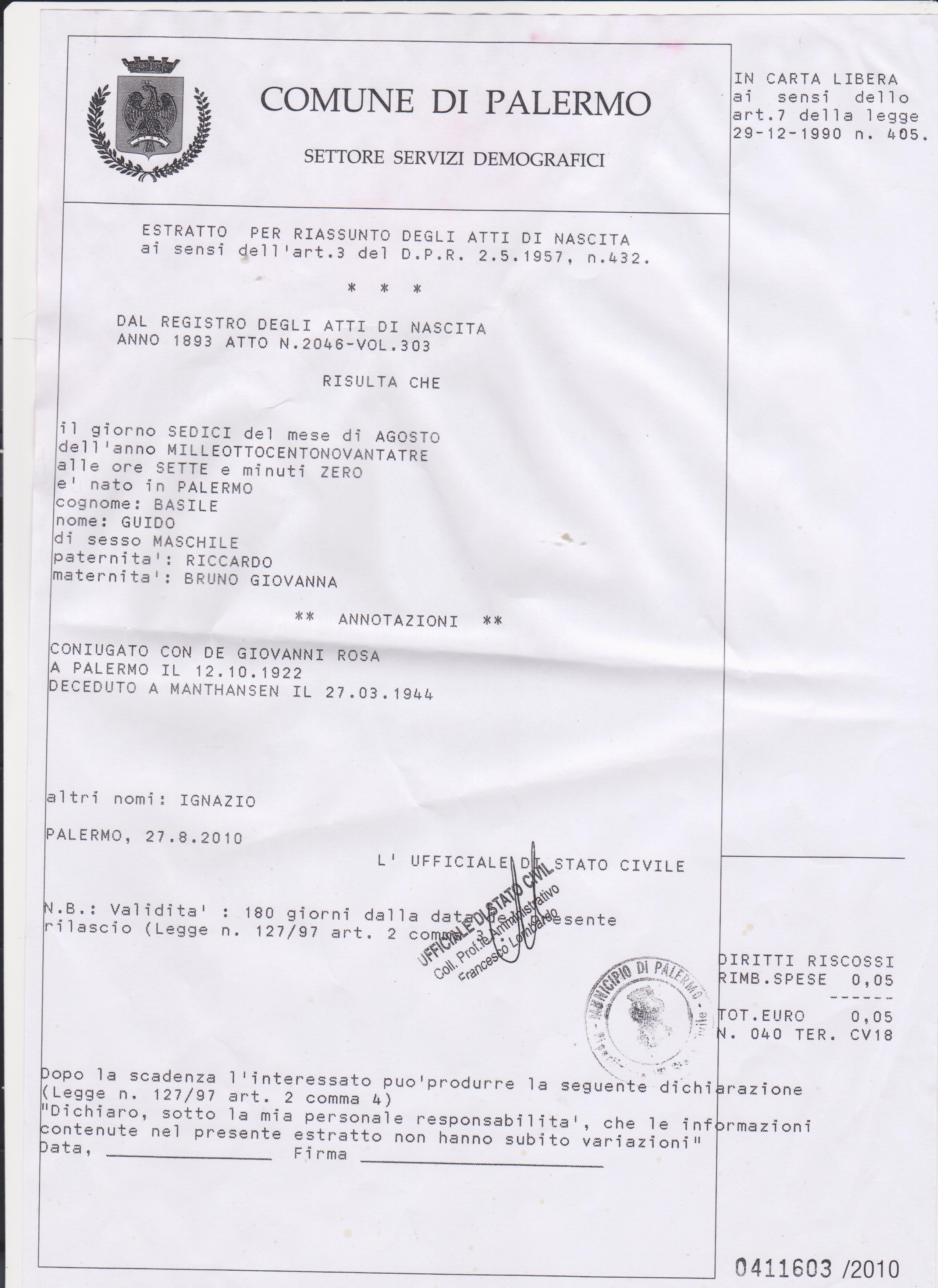
Estratto_atti_di_nascita_Basile_Guido.jpg

Guido Vittoriano Basile nacque da una nobile famiglia siciliana. Il padre, cavaliere avvocato Riccardo Basile, soprintendente dell'Ospedale psichiatrico di Palermo, imparentato con la famiglia Emanuele  era contributore del giornale satirico Piff! Paff! sotto lo pseudonimo di "Ciccu u picchiu" e gli trasmise un ideale di rigido antifascismo. Laureato a Palermo il 31 marzo 1917, si dimostrò ben presto un appassionato di lirica, frequentando i teatri della Belle Époque siciliana. Fu in un teatro, nel 1920, che incontrò, innamorandosene, il soprano Dora De Giovanni, ("Iris" voluta dallo stesso Pietro Mascagni; il 12 ottobre del 1922 Guido e Dora si sposarono.(Fonte:.Certificato di matrimonio Basile De Giovanni)
Guido divenne ben presto un noto professionista trasferendosi a Milano.(Certificato di residenza storico Basile)  dove risiedette con Dora. L'oratoria e la determinatezza nello svolgimento della professione ne fecero ben presto un personaggio di spicco negli ambienti politico culturali della Milano di quegli anni, segnata dalle dure prove della guerra; il suo animoso politicismo fu probabilmente fatale per lui.
Verso l'ambiente ebraico e contro le leggi razziali Basile dimostrò molta solidarietà e vicinanza, lottando contro un regime a lui non confacente. La sua professione lo portò ben presto ad assumere la difesa di un cliente ebreo arrestato da Otto Koch.
Al fine di far liberare il suo cliente, Basile cercò intercessione presso il collega avvocato Mistretta, conoscendo i fedeli rapporti intercorrenti tra questi e Koch, Basile gli chiese un incontro con quest'ultimo. Mistretta gli preparò una lettera di presentazione scritta in tedesco,unica lingua che Basile non conosceva, nella quale però vi era scritto: «Questo è il famoso avvocato Guido Vittoriano Basile, famigerato antifascista: arrestalo!». Basile si presentò personalmente a Koch e quando questi aprì la busta lo fece subito arrestare; in un gesto di ribellione, Basile scagliò in faccia a Koch il calamaio posto sulla scrivania o probabilmente fu un pugno di stizza sulla scrivania che fece macchiare irrimediabilmente la divisa di Koch.
Basile fu torturato dapprima e conseguentemente rinchiuso al carcere di San Vittore. Verrà poi deportato nel Campo di concentramento di Mauthausen il 21 febbraio 1944, con il trasporto numero 25 e la matricola numero 53357, con la qualifica di deportato per motivi di sicurezza.

### I Fatti
Il 29 ottobre 1943 otto militi delle SS germaniche di stanza a Milano, guidati da Otto Koch (SS-Sturmscharführer, maresciallo maggiore, dirigente l'Ufficio IV B4 della Gestapo, ufficio addetto alla persecuzione antiebraica), si presentarono presso il negozio “Lo Sportivo” di corso Vittorio Emanuele 8 di Milano. Lì arrestarono il proprietario, Tullio Colombo(17),e il suo direttore Paolo Arrisi. (14) (15).
Il 20 novembre 1943 l’avvocato Basile fu contattato dalla sorella di Tullio Colombo, Lidia e dal cognato Giuseppe Ceccatelli (18).  In quell’occasione i due gli dettero l’incarico per poter fare uscire Tullio e il suo dipendente dal carcere di San Vittore dove i due erano reclusi. (15)Corte di assise straordinaria Milano fascicoli
Al fine di far liberare il suo cliente, Basile cercò interlocuzione con il comando tedesco, che gli permettesse di far valere le ragioni per la liberazione del Colombo e del suo dipendente. L’avvocato Salvatore Mistretta (16) e il suo compare Arrigo Alemagna si resero disponibili ad intercedere presso il comando tedesco previo il versamento della somma di lire 250.000. La famiglia Colombo fu disponibile a pagare la cifra (18).
Il 29 novembre 1943 il Basile, accompagnato dal Ceccatelli, venne convocato dall’Alemagna all’Albergo Regina, da poco trasformato in una sede del comando delle SS. L’Alemagna uscì dall’albergo sbandierando con una mano due fogli scritti in tedesco, lingua che Guido Basile non conosceva, e che a detta sua erano gli ordini di scarcerazione dei due arrestati, mentre con l’altra strofinando il pollice e l’indice chiedeva la ricompensa. Il Basile consegnò solo metà dell’importo pattuito, l’altra metà l’avrebbe data a liberazione avvenuta (15).
L’Alemagna, anziché accompagnare il Basile a San Vittore, accompagno l’avvocato in via Marenco (altra sede delle SS dove stava Koch).  Qui si completò l’inganno in quanto i tedeschi oltre a richiedere il resto della cifra per arrivare a 250.000 lire pretesero il versamento di quanto si erano già trattenuti l’avvocato Mistretta insieme al compare Alemagna.Inoltre Basile fu accusato di difendere un ebreo cosa che non era consentita dalla legge germanica. L’avvocato rispose spazientito: “In Italia dove noi ancora ci troviamo, è consentito, a me non risulta che il comando tedesco abbia pubblicato o comunque reso noto, per chiedere ubbidienza, tale legge.” In un gesto di ribellione, Basile scagliò in faccia a Koch il calamaio posto sulla scrivania, la divisa si macchiò indelebilmente.
Dopo questo episodio le SS gli fecero firmare un foglio scritto in tedesco, di cui lui non capì il contenuto ma l’interprete lo rassicurò che trattavasi del foglio di scarcerazione dei suoi clienti, in realtà era la deposizione che ne determinò l’arresto.
Arrivato a San Vittore il Basile fu arrestato[1] (19).Il giorno dopo venne arrestato anche Giuseppe Ceccatelli.

### L’epilogo

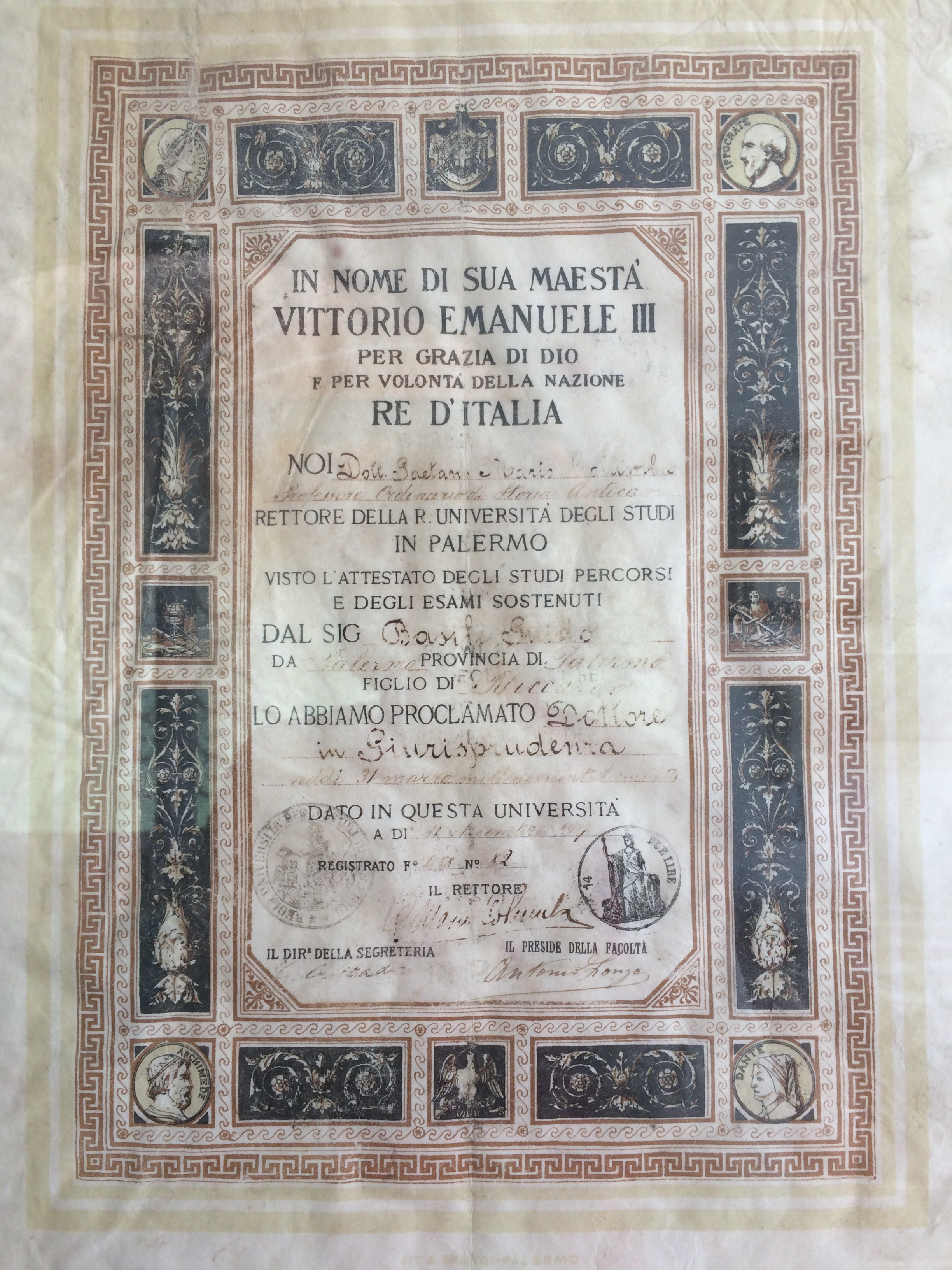
Laurea di Guido Vittoriano Basile

Verrà poi deportato nel Campo di concentramento di Mauthausen il 21 febbraio 1944, con il trasporto numero 25 e la matricola numero 53357[2], con la qualifica di deportato per motivi di sicurezza.
Guido Vittoriano Basile morì a Mauthausen il 27 marzo del 1944. (7)[5] Archiviato il 23 febbraio 2018 in Internet Archive.
Nicoletta Braschi, bisnipote di Dora De Giovanni, volle battezzare con i nomi dei coniugi Basile i due protagonisti del celebre film La vita è bella, Dora e Guido, due deportati in un campo di sterminio nazista, interpretati rispettivamente da lei stessa e dal marito Roberto Benigni[3], che fu anche il regista della pellicola, (come documenta il libro di Franco Dell’Amore a pagina 111).

## Curiosità
Guido Vittoriano Basile morì a Mauthausen (Linz) il 27 marzo del 1944. (7) Archiviato il 23 febbraio 2018 in Internet Archive.
Nicoletta Braschi, bisnipote di Dora De Giovanni, volle battezzare con i nomi dei coniugi Basile i due protagonisti del celebre film La vita è bella, Dora e Guido, due deportati in un campo di sterminio nazista, interpretati rispettivamente da lei stessa e dal marito Roberto Benigni, che fu anche il regista della pellicola.